# Podunajská federace
Dunajská nebo Podunajská federace německy Donauföderation je označení pro politické koncepty sjednocení v rámci podunajských států. Původně tvořila, po skončení 1. světové války v roce 1918 rozdělený mnohonárodnostní stát císařsko-královské monarchie Rakousko-Uhersko sjednocené pod Habsburskými panovníky rámcový, alespoň geografický základ pro pozdější myšlenku a plány poněkud odlišného charakteru, znovuvytvořit stejný nebo podobný státní svazek.
Patrně nejznámější návrh Podunajské federace je politický koncept, který byl během 2. světové války v letech 1939–1945 navržen Otou Habsburským a britským ministerským předsedou Winstonem Churchillem pro nové rozdělení centrální Střední resp. Jihovýchodní Evropy po válce. 

## Plán na obnovu monarchie ve střední Evropě

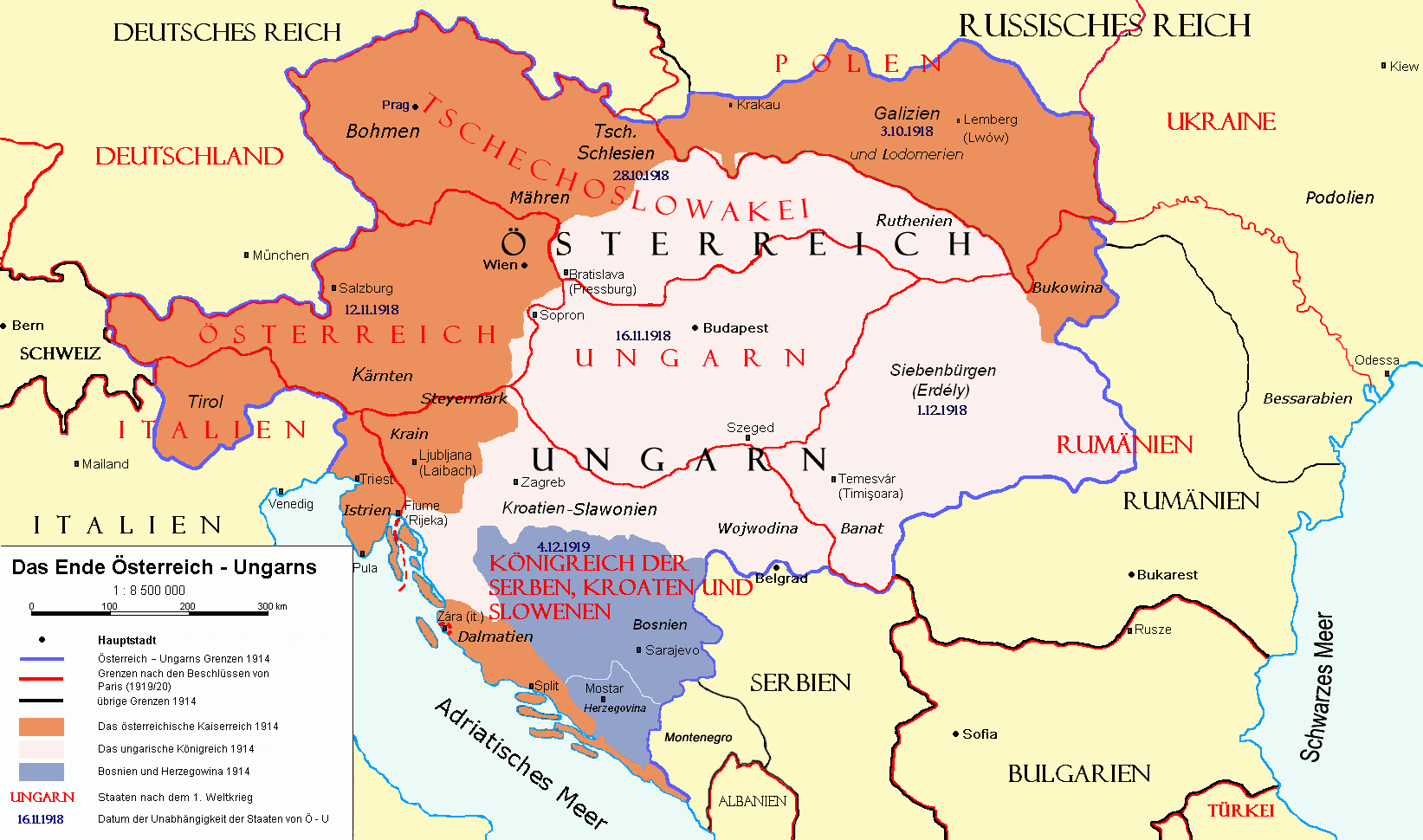
Rozbití Rakouska-Uherska po 1. světové válce

Koncept bral v úvahu rozpad Německa na miniaturní monarchie a obnovu soustátí v hranicích Rakouského císařství na území států Rakousko, Maďarsko a Československo. Také bylo bráno v potaz začlenění Chorvatska, Jižního Tyrolska, Furlanska, Istrie a Slovinska, což se však později ukázalo jako pravděpodobné z toho důvodu, že by tyto státy bylo zřejmě nutno anektovat. Zamýšlený stát neměl být tudíž obnovením do roku 1918 existujícího Rakouska-Uherska v pravém smyslu, nýbrž jako federace stojící na Manifestu národů Karla I. a reformních návrzích Aurela Popovici. Z promísení výrazů Podunajský prostor a federace se vytvořil ne zcela správný výraz „Donauföderation“ – Podunajská federace.
Koncept byl navíc svázán s další myšlenkou nikdy neprovedenými plány Balkánské invaze západních spojenců ve 2. světové válce.
Jihoněmecké země Bavorsko, Bádensko, Württembersko a Hohenzollern-Sigmaringen – rovněž obnovené jako monarchie – se měly spojit v Jihoněmecký spolek, která měla prostě představovat v Jižním Německu jakousi variantu historického Německého spolku. Nově vzniklá obdoba rakouského císařství měla podle své dějinné předlohy sloužit zároveň jako ochranná mocnost jihoněmeckých států, avšak na rozdíl od minulosti (od roku 1866/1867) nemělo být členem spolku. Spolek měl společně s Rakouskem a malými státy vytvořit celní a měnovou unii, aby se vyhnuly hospodářskému úbytku.
Tento koncept však ztroskotal na zamítavém postoji Roosevelta a Stalina na konferenci v Teheránu ve dnech 28. října až 1. prosince 1943, neboť to se nehodilo do jejich plánů na poválečné uspořádání Evropy.

### Předpokládaná role států při poválečném uspořádání
Hlavní důvod snahy o obnovení Rakouského císařství můžeme spatřovat v teorii mocenské rovnováhy na evropském kontinentu. Winston Churchill byl přesvědčen o nutnosti velmoci ve Střední Evropě, k omezení vlivu Sovětského svazu na Balkán a Německou říši. Z důvodu předchozího anektování Rakouska a Československa během nacionálně socialistické Německé říše měl být novému státu přiznán status oběti, a podobně jako Francie měl být uznán jako jedna vítězných mocností.